# Berghain
Berghain je noční klub v Berlíně, specializovaný převážně na elektronickou hudbu. Nachází se v budově bývalé elektrárny na hranicích čtvrtí Kreuzberg a Friedrichshain nedaleko nádraží Berlin Ostbahnhof.
Berghain vznikl v roce 2004 na základech klubu Ostgut, který existoval od roku 1998. Ostgut, který se nacházel v nedalekém železničním skladišti, byl uzavřen 6. ledna 2003 třicetihodinovou událostí. Budova byla později zbořena. Klub Berghain, jehož název vznikl kontaminací názvů čtvrtí Kreuzberg a Friedrichshain, byl následně otevřen v roce 2004. Rozkládá se na ploše více než 30 tisíc m² v prostoru pronajatém od společnosti Vattenfall. Konají se zde například dlouhé víkendové párty, začínající sobotní půlnocí a končící pondělním dopolednem.
Hlavním vyhazovačem klubu je fotograf Sven Marquardt, o kterém byly v roce 2019 natočeny dva dokumentární filmy – Berlin Bouncer, který se zaměřuje na jeho vyhazovačský život, a Krása & pomíjivost, zaměřený na jeho fotografování. Klub je znám mj. právě kvůli vstupním podmínkám, které určují vyhazovači například podle vzhledu či jazyka, důležité je také nebýt opilý či zdrogovaný.